# Amitsorsuaq
Amitsorsuaq är en ö i Grönland (Kungariket Danmark).   Den ligger i kommunen Qaasuitsup, i den västra delen av Grönland, 1 100 km norr om huvudstaden Nuuk. Arean är 16,1 kvadratkilometer.
Terrängen på Amitsorsuaq är lite kuperad. Öns högsta punkt är 406 meter över havet. Den sträcker sig 5,6 kilometer i nord-sydlig riktning, och 9,0 kilometer i öst-västlig riktning.